# Madness (finländsk musikgrupp)
Madness var ett finskt rockband som var aktivt mellan 1976 och 1979. Ej att förväxlas med den brittiska gruppen Madness.

## Bandet
Gruppen Madness spelade inte in några skivor, men uppträdde flitigt i Helsingforstrakten, främst i skolsammanhang. Främst av allt fungerade bandet som en språngbräda för multiinstrumentalisten Matti "Macke" Fagerholm, som senare skulle byta namn till Michael Monroe och grunda glamrockbandet Hanoi Rocks. 
Madness tog form 1976 hemma hos tonåringarna Matti Fagerholm, Pera Pirkola, Mikko Tiililä och Kari Kuosa, då deras föräldrar turades om att inhysa bandets träningar. Senare fick de en replokal under Tölö kyrka i Helsingfors. Här träffade Matti 1977 sitt kommande radarpar Antti Hulkko, vars band Briard tränade i samma utrymmen. Hulkko fungerade under den här tiden ibland som Madness tekniker. Senare byttes trummisen Kari Kuosa ut mot Sidi Vainio, som skulle bli en storstjärna i de finska punkkretsarna (han spelade för tillfället också i Briard). Det stod ganska snart klart att Fagerholm var den musikaliska ryggraden i bandet och resten av gänget (möjligtvis med undantag för Vainio) främst var med för att ha roligt. 
Fagerholm började spela i andra uppsättningar på sidan om Madness och 1979 sprack gruppen slutgiltigt.

## Medlemmar

### 1976-1977
- Macke Fagerholm - sång & gitarr
- Mikko Tiililä - sång & gitarr
- Pera Pirkola - bas
- Kari Kuosa - trummor

### 1977-1979
- Macke Fagerholm - sång & gitarr
- Mikko Tiililä - sång & gitarr
- Pera Pirkola - bas
- Sidi Vainio - trummor